# Gottfrid II av Bretagne
Gottfrid II av Bretagne, född 1158, död 1186, var en engelsk prins, den fjärde av fem söner till Henrik II av England och Eleonora av Akvitanien. Han hade titeln Earl of Richmond och var hertig av Bretagne jure uxoris genom giftermål med Constance av Bretagne mellan 1181 och 1186. 